# Cathy Yan
Cathy Y. Yan, nata Yan Yu Xi (閻羽茜S; Hong Kong, 25 gennaio 1983), è una sceneggiatrice, regista e produttrice cinematografica cinese naturalizzata statunitense.

## Biografia
Cathy Yan è nata e cresciuta a Hong Kong, poi si trasferisce negli Stati Uniti d'America a Washington e infine a New York, dove vive tuttora.
Ha un Master in Business Administration alla NYU’s Stern School of Business e un Master of Fine Arts alla Tisch Graduate Film Program. A seguito del conseguimento di questi titoli inizia a girare dei corti, tra cui According to my mother, concepito come episodio pilota di una serie televisiva avente come protagonista David, un ragazzo coreano naturalizzato statunitense omosessuale che vede la madre, devota cristiana, trasferirsi in casa sua.
Il suo primo lungometraggio è stato Dead Pigs, realizzato tra Shanghai e New York. La commedia nera è tratta da un evento realmente accaduto del ritrovamento di sedicimila maiali morti nel Huangpu River. Il film vinse lo Special Jury Award al Sundance Film Festival 2018.
Il 17 aprile 2018 viene ingaggiata dalla Warner Bros. per dirigere il cinecomic Birds of Prey e la fantasmagorica rinascita di Harley Quinn, con Margot Robbie, Mary Elizabeth Winstead e Ewan McGregor. La pellicola è stata distribuita dal 6 febbraio 2020.

## Filmografia

### Sceneggiatrice

#### Cortometraggi
- Last Night, regia di Cathy Yan (2013)
- UnChartered, regia di Cathy Yan (2015)
- Down River, regia di Cathy Yan (2016)
- According to my mother, regia di Cathy Yan (2016)

#### Lungometraggi
- Dead Pigs, regia di Cathy Yan (2018)

### Regista

#### Cortometraggi
- Last Night (2013)
- UnChartered (2015)
- Down River (2016)
- According to my mother (2016)

#### Lungometraggi
- Dead Pigs (2018)
- Birds of Prey e la fantasmagorica rinascita di Harley Quinn (2020)

### Produttrice

#### Cortometraggi
- Phishing, regia di Michael E. Wood (2010)
- Of Tooth and Time, regia di Colleen Kwok (2014)
- Entropy, regia di Wyatt Rockefeller (2014)
- Dinosaur Rider, regia di Tingerine Liu (2014)
- UnChartered, regia di Cathy Yan (2015)
- Humpty, regia di Clare Sackler (2015)
- Groomed, regia di Wyatt Rockefeller (2017)

#### Lungometraggi
- La scala celeste: L'arte di Cai Guo-Qiang, regia di Kevin Macdonald (2016)